# Puchar Świata w narciarstwie szybkim 2024
Puchar Świata w narciarstwie szybkim 2024 rozpoczął się 27 stycznia 2024 r. we francuskim Vars, a zakończył 25 marca tego samego roku, również w tym samym ośrodku narciarskim.
Obrońcami Kryształowej Kuli w kategorii S1 (Speed One) byli: Włoch Simone Origone wśród mężczyzn oraz Szwedka Britta Backlund wśród kobiet.
Tegorocznymi zdobywcami pucharu zostali reprezentanci Włoch: Simone Origone (15. tytuł) oraz Valentina Greggio (6. tytuł).

## Kalendarz i wyniki Pucharu Świata

### Mężczyźni
| Lp. | Data             | Miejscowość | 1. miejsce                                     | 2. miejsce                                     | 3. miejsce                                     |
| --- | ---------------- | ----------- | ---------------------------------------------- | ---------------------------------------------- | ---------------------------------------------- |
| 1.  | 27 stycznia 2024 | Vars        | Simone Origone                                 | Simon Billy                                    | Tawny Wagstaff                                 |
| 2.  | 28 stycznia 2024 | Vars        | Simone Origone                                 | Simon Billy                                    | Bastien Montès                                 |
|     | 29 lutego 2024   | Formigal    | Odwołano                                       | Odwołano                                       | Odwołano                                       |
|     | 29 lutego 2024   | Formigal    | Odwołano                                       | Odwołano                                       | Odwołano                                       |
|     | 29 lutego 2024   | Formigal    | Odwołano                                       | Odwołano                                       | Odwołano                                       |
|     | 12 marca 2024    | Grau Roig   | Odwołano                                       | Odwołano                                       | Odwołano                                       |
|     | 14 marca 2024    | Grau Roig   | Odwołano                                       | Odwołano                                       | Odwołano                                       |
|     | 24 marca 2024    | Vars        | Mistrzostwa Świata w Narciarstwie Szybkim 2024 | Mistrzostwa Świata w Narciarstwie Szybkim 2024 | Mistrzostwa Świata w Narciarstwie Szybkim 2024 |
| 3.  | 25 marca 2024    | Vars        | Simone Origone                                 | Simon Billy                                    | Radim Palán                                    |
|     | 29 marca 2024    | Vars        | Odwołano                                       | Odwołano                                       | Odwołano                                       |

### Kobiety
| Lp. | Data             | Miejscowość | 1. miejsce                                     | 2. miejsce                                     | 3. miejsce                                     |
| --- | ---------------- | ----------- | ---------------------------------------------- | ---------------------------------------------- | ---------------------------------------------- |
| 1.  | 27 stycznia 2024 | Vars        | Valentina Greggio                              | Cléa Martinez                                  | Mathilda Persson                               |
| 2.  | 28 stycznia 2024 | Vars        | Valentina Greggio                              | Cléa Martinez                                  | Mathilda Persson                               |
|     | 29 lutego 2024   | Formigal    | Odwołano                                       | Odwołano                                       | Odwołano                                       |
|     | 29 lutego 2024   | Formigal    | Odwołano                                       | Odwołano                                       | Odwołano                                       |
|     | 29 lutego 2024   | Formigal    | Odwołano                                       | Odwołano                                       | Odwołano                                       |
|     | 12 marca 2024    | Grau Roig   | Odwołano                                       | Odwołano                                       | Odwołano                                       |
|     | 14 marca 2024    | Grau Roig   | Odwołano                                       | Odwołano                                       | Odwołano                                       |
|     | 24 marca 2024    | Vars        | Mistrzostwa Świata w Narciarstwie Szybkim 2024 | Mistrzostwa Świata w Narciarstwie Szybkim 2024 | Mistrzostwa Świata w Narciarstwie Szybkim 2024 |
| 3.  | 25 marca 2024    | Vars        | Valentina Greggio                              | Cléa Martinez                                  | Agnes Abrahamsson                              |
|     | 29 marca 2024    | Vars        | Odwołano                                       | Odwołano                                       | Odwołano                                       |

## Klasyfikacje

### MężczyźniKobiety
| Lp. | Zawodnik         | Punkty |
| --- | ---------------- | ------ |
| 1.  | Simone Origone   | 300    |
| 2.  | Simon Billy      | 240    |
| 3.  | Tawny Wagstaff   | 155    |
| 4.  | Bastien Montès   | 146    |
| 5.  | Radim Palán      | 141    |
| 6.  | Olof Abrahamsson | 109    |
| 7.  | Marc Amann       | 108    |
| 8.  | Ugo Portal       | 84     |
| 9.  | Ivan Origone     | 80     |
| 10. | Philippe May     | 76     |

| Lp. | Zawodniczka             | Punkty |
| --- | ----------------------- | ------ |
| 1.  | Valentina Greggio       | 300    |
| 2.  | Cléa Martinez           | 240    |
| 3.  | Mathilda Persson        | 170    |
| 4.  | Agnes Abrahamsson       | 150    |
| 5.  | Cornelia Thun Sandström | 135    |
| 6.  | Marta Visa Carol        | 112    |
| 7.  | Maëlle Loridon          | 109    |
| 8.  | Siri Kling Andersson    | 81     |
| 9.  | Sylvie Hudečková        | 32     |